# Chailly-lès-Ennery
Chailly-lès-Ennery – miejscowość i gmina we Francji, w regionie Grand Est, w departamencie Mozela.
Według danych na rok 1990 gminę zamieszkiwały 254 osoby, a gęstość zaludnienia wynosiła 35 osób/km² (wśród 2335 gmin Lotaryngii Chailly-lès-Ennery plasuje się na 793. miejscu pod względem liczby ludności, natomiast pod względem powierzchni na miejscu 811.).